# Monasterio de Santa María (Melón)
El monasterio de Santa María de Melón (en gallego:Mosteiro de Santa María de Melón) es un antiguo monasterio e iglesia de culto católico, situado en el municipio de Melón (provincia de Orense, España). Este templo perteneció a la Orden del Císter siendo fundado en el año 1158, estando habitado hasta el año 1835, cuando se produjo la desamortización de Mendizábal.
Actualmente, está considerada como BIC (Bien de Interés Cultural) (fue declarado Monumento histórico-artístico perteneciente al Tesoro Artístico Nacional mediante decreto de 3 de junio de 1931).